# Патара-Гориджвари
Патара-Гориджвари (груз. პატარა გორიჯვარი) — село в Грузии, на территории Горийского муниципалитета края (мхаре) Шида-Картли.

## География
Село находится в центральной части Грузии, на правом берегу Куры, на расстоянии приблизительно 2 километров (по прямой) к западу от города Гори, административного центра муниципалитета. Абсолютная высота — 707 метров над уровнем моря.

## Население
По результатам официальной переписи населения 2014 года в Патара-Гориджвари проживало 47 человек (24 мужчины и 23 женщины). В национальной структуре населения грузины составляли 100 %.
| Год  | Население, человек |
| ---- | ------------------ |
| 2002 | 77                 |
| 2014 | ↘ 47               |